# 最後の盃
『最後の盃』（さいごのさかずき、西: La última copa）は、フランシスコ・カナロ作曲のタンゴ。1926年の曲。

## 概要
ファン・アンドレス・カルーソ（Juan Andrés Caruso）の歌詞がついており、失恋の無念さを内容としているが、歌付きで演奏されることが多い。フランシスコ・カナロ楽団の演奏で、アルベルト・アレーナス（Alberto Arenas）歌唱によるレコード録音が著名。他にも、カルロス・ガルデルのレコード録音や、ファン・ダリエンソ楽団の演奏が有名である。